# Pachydactylus goodi
Pachydactylus goodi är en ödleart som beskrevs av  Bauer LAMB och BRANCH 2006. Pachydactylus goodi ingår i släktet Pachydactylus och familjen geckoödlor. Inga underarter finns listade i Catalogue of Life.